# Patakalja
Patakalja (1899-ig Podrecsány, szlovákul: Podrečany) község Szlovákiában, a Besztercebányai kerületben, a Losonci járásban.

## Fekvése
Losonctól 12 km-re északnyugatra, a Kriványi patak partján fekszik.

## Élővilága
A faluban a Balassa-kastély kéményén található gólyafészek. 2014-ben 4 fiókát számoltak össze.

## Története
A falu területén már a bronzkorban éltek emberek.
Patakalja a 13. században keletkezett, első írásos említése 1393-ból származik "Potruchan" néven. 1467-ben "Petrochan", 1473-ban "Kyspotrochan", 1573-ban "Podroczan" néven szerepel az írott forrásokban.
A 14. század első felében a Tomaj nemzetség birtoka, később a divényi váruradalom része volt. A 15. század második felében Losonczi László és Zsigmond fia az urai. 1469-ben lázadás miatt Hunyadi Mátyás elvette tőlük és hívének, Országh Mihálynak adta. 1548-tól a Balassa családé, majd 1679-től a Zichyeké. A 18. század elején Rákóczi kapitánya, Török András birtokolta. 1828-ban 38 házában 279 lakos élt. Lakói mezőgazdasággal, állattartással, háziiparral foglalkoztak. 1878-ban a Kuhinka család lett a tulajdonosa, akik 1893-ban új, szecessziós stílusú kastélyt építettek ide. A 19. század végén malom és szeszgyár működött a területén.
Vályi András szerint „PODRECSÁNY. Tót falu Nógrád Vármegyében, földes Urai több Uraságok, lakosai külömbfélék, fekszik Dévénynek szomszédságában, mellynek filiája, határja ollyan, mint Gergelyfalváé, első osztálybéli.”
Fényes Elek szerint „Podrecsány, tót falu, Nógrád vmegyében, a pest-nagybányavárosi országut mellett, egy kies meglehetős szűk, de hosszan terjedő völgyben, mellynek közepén folyik a Podrék, máskép Krivány patak, ut. post. Losonczhoz északra 1 1/2 órányira. – Határának észak-nyugoti része hegyes, hol a legszebb gubacsot és makkot termő tölgyerdők, s ezek közepén egészséges forrásokkal bővelkedő hegyi rétek láthatók; a határ többi részei lassan emelkedő dombokon, rétjei völgyekben feküsznek, mellyek csatornák által bármikor megöntözhetők. – Határkiterjedése 1975 hold, mellyből 66 hold belsőség, 630 1/2 szántóföld, 160 rét, 1078 erdő, 40 1/2 hold legelő. Urbéri szántó és beltelek 335 hold, rét 74 hold. Majorsági beltelek 61 1/2, szántó 300 1/2, rét 86, erdő 1078, közös legelő 40 1/2 hold. Földe részint agyagos, részint barna porhanyós; terem tisztabuzát, rozsot, árpát, zabot, burgonyát, ázalékot és lóherét. – Népessége 459 lélek, kik közt 370 ágostai, 82 romai kath., 4 héber; a r. katholikusok a divényi, az ágostaiak a tamási anyaegyházhoz tartozván. – Lakosai közül némellyek marhával kereskednek; de főélelem forrás nyáron át a juhtartás. A juhokat t. i. tavaszszal Erdélyben s a Bánságban összevásárolván, nyáron az itteni jó hegyi legelőn tartják, igen izletes turót készitenek, télre pedig a juhokat ismét eladják, mivel szűk a takarmány. A falu nyugoti oldalán levő nagy hegyek egyik legmagasabb csucsán két helység határai pontosulnak, igen regényes és meglepő kilátással. A podrecsányi hegyekben látható üregek bizonyitják, hogy itt hajdan érczbányák müveltettek. Nevezetesek e helységben a szendrői Török János úr alsó és felső kastélya, és r. kath. templom. A felső emeletes kastély egyszersmind laka Török János urnak, áll egy dombon, a falu nyugoti oldalán. E domb belseje basaltkő, tetején jó feketés föld; a kastély messzeről szemlélhető, s 20 holdnyi kiterjedésü kertekkel van körülövezve. A kertbe nyiló egyik főajtótul kezdve a falu felé igen magas két sor ős fenyőfa, jobb és baloldalon pedig számos fejér veres fenyő, s más egyéb bel és külhoni facsoportozatok léteznek. A kilátás a dombról felette pompás, és messzeható. Megjegyzendők továbbá az itteni gyümölcskertek, hol a tulajdonos által mindenféle s legjobb faju gyümölcsfák tenyésztetnek. Össze van itt kötve a hasznos a kellemessel és széppel; mennyiben a gyümölcsfák, a lóherések, veteményes kertek, szőlők nem kis hasznot hajtanak; kellemessé, sőt mondhatni paradicsommá teszik az itteni lételt a kerti és erdei fák között nagy költségekkel és jó izléssel elrendezett tekervényes sétautak, lugosok, és pihenő helyek, nem különben a mesterileg elrendezett, csoportozatokban látható különféle virágfajok, mellyek tavasz kezdetétől fogva, az ősz bevégeztéig balzsamos illattal árasztják el a levegőt. Az alsó kastély 4 bástyával van körülvéve; hajdan II. Rákóczy Ferencznek is szolgált vendéglakul, s ezelőtt 300 évvel igazittatott ki; mint egyik falon levő felirásból látszik. Végre itt van az országszerte hires cseréppipa gyár, szinte Török János úr tulajdona, ki az 1845-ki bécsi iparműkiállitásban dicsérő oklevelet nyert pipáiért. Évenkint 8–10,000 pforint. áru szállittatik magába Bécsbe. Az agyag helyben találtatik. Van még itt 2 vizimalom, sör és pálinkaház, korcsma, mészárszék. A falu birtokosa Török János, és még báró Balassa Sándor.”
A trianoni békeszerződésig Nógrád vármegye Gácsi járásához tartozott. 1956-tól 40 évig magnezitet bányásztak a területén.

## Népessége
| Év:            | 1994. | 2004.   | 2014.   | 2024.    |
| -------------- | ----- | ------- | ------- | -------- |
| Emberek száma: | 563   | 599     | 565     | 508      |
| Eltérés:       |       | +6,39 % | -5,67 % | -10,08 % |

| Év:            | 2023. | 2024.   |
| -------------- | ----- | ------- |
| Emberek száma: | 519   | 508     |
| Eltérés:       |       | -2,11 % |

1880-ban 297 lakosából 14 magyar, 3 német és 268 szlovák anyanyelvű volt. Ebből 211 evangélikus, 80 római katolikus és 6 izraelita vallású volt.
1890-ben 305 lakosából 44 magyar és 260 szlovák anyanyelvű volt.
1900-ban 369 lakosából 49 magyar és 312 szlovák anyanyelvű volt.
1910-ben 344 lakosából 39 magyar, 2 német, 288 szlovák és 15 egyéb anyanyelvű volt. Ebből 216 evangélikus, 116 római katolikus, 4 izraelita, 3-3 görög keleti és református és 2 görög katolikus vallású volt.
1921-ben 358 lakosából 13 magyar, 340 csehszlovák és 5 egyéb külföldi volt.
1930-ban 346 lakosából 15 magyar, 1-1 német és zsidó, 314 csehszlovák, 12 egyéb és 3 állampolgárság nélküli volt.
1991-ben 555 lakosából 8 magyar és 542 szlovák volt.
2001-ben 582 lakosából 5 magyar és 571 szlovák volt.
2011-ben 583 lakosából 2 magyar, 521 szlovák és 52 ismeretlen nemzetiségű.

## Neves személyek
- Itt született 1759-ben Balogh János Komárom vármegye alispánja.
- Itt született 1822-ben Török Sándor vármegyei alispán, országgyűlési képviselő, földbirtokos.
- Itt hunyt el 1931-ben Forgách Antal politikus, császári és királyi huszárkapitány, országgyűlési képviselő.

## Nevezetességei

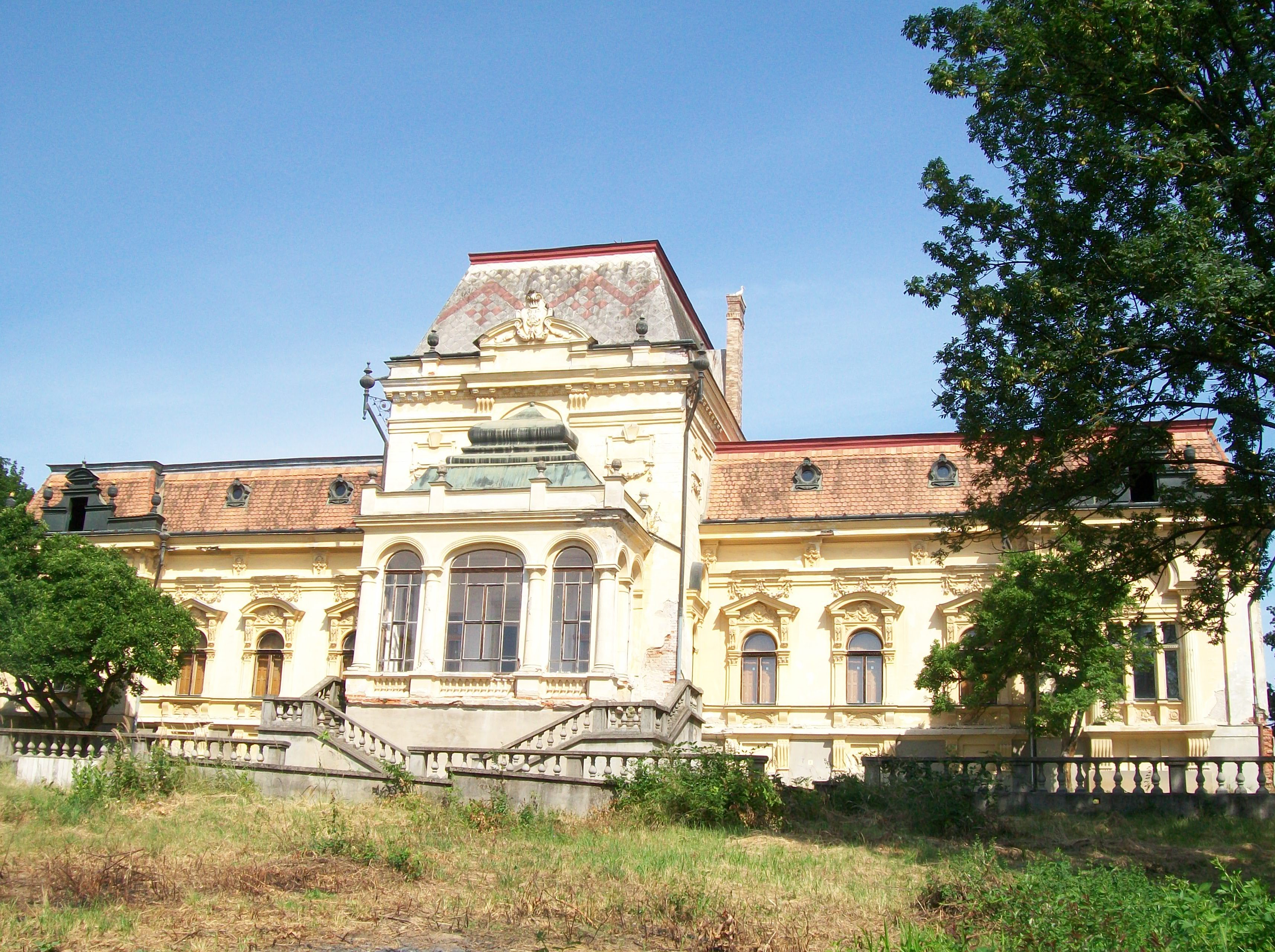
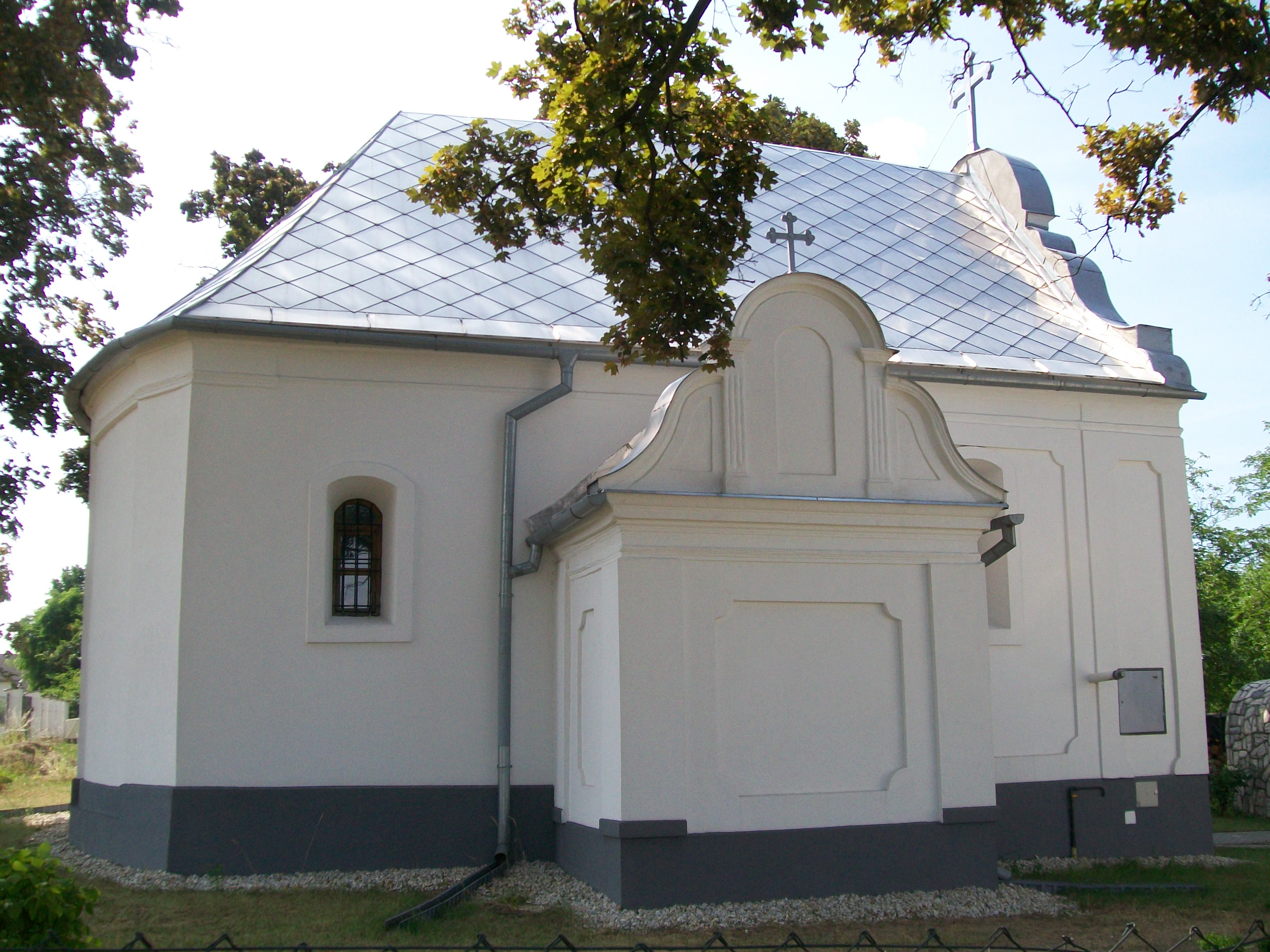
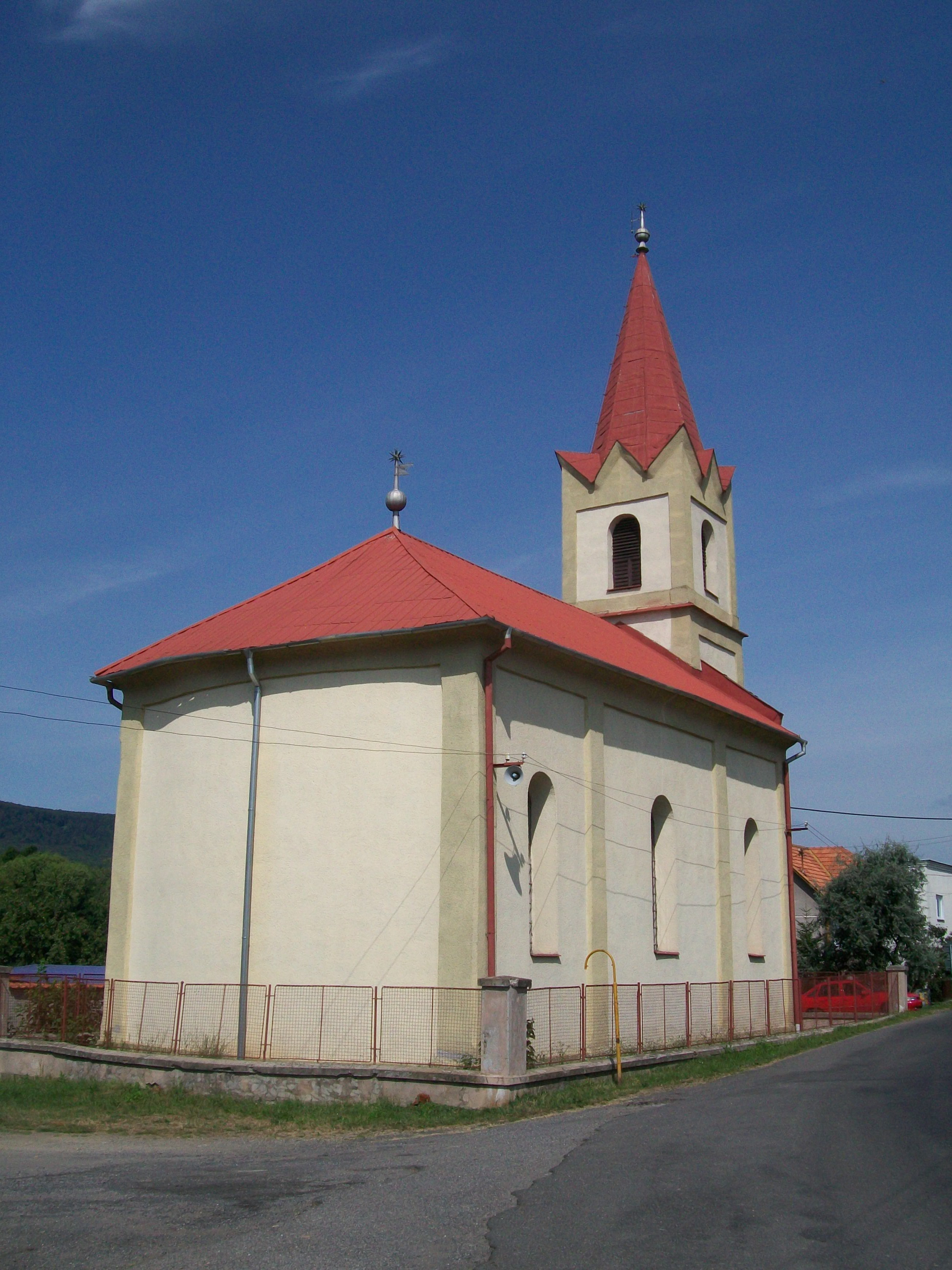
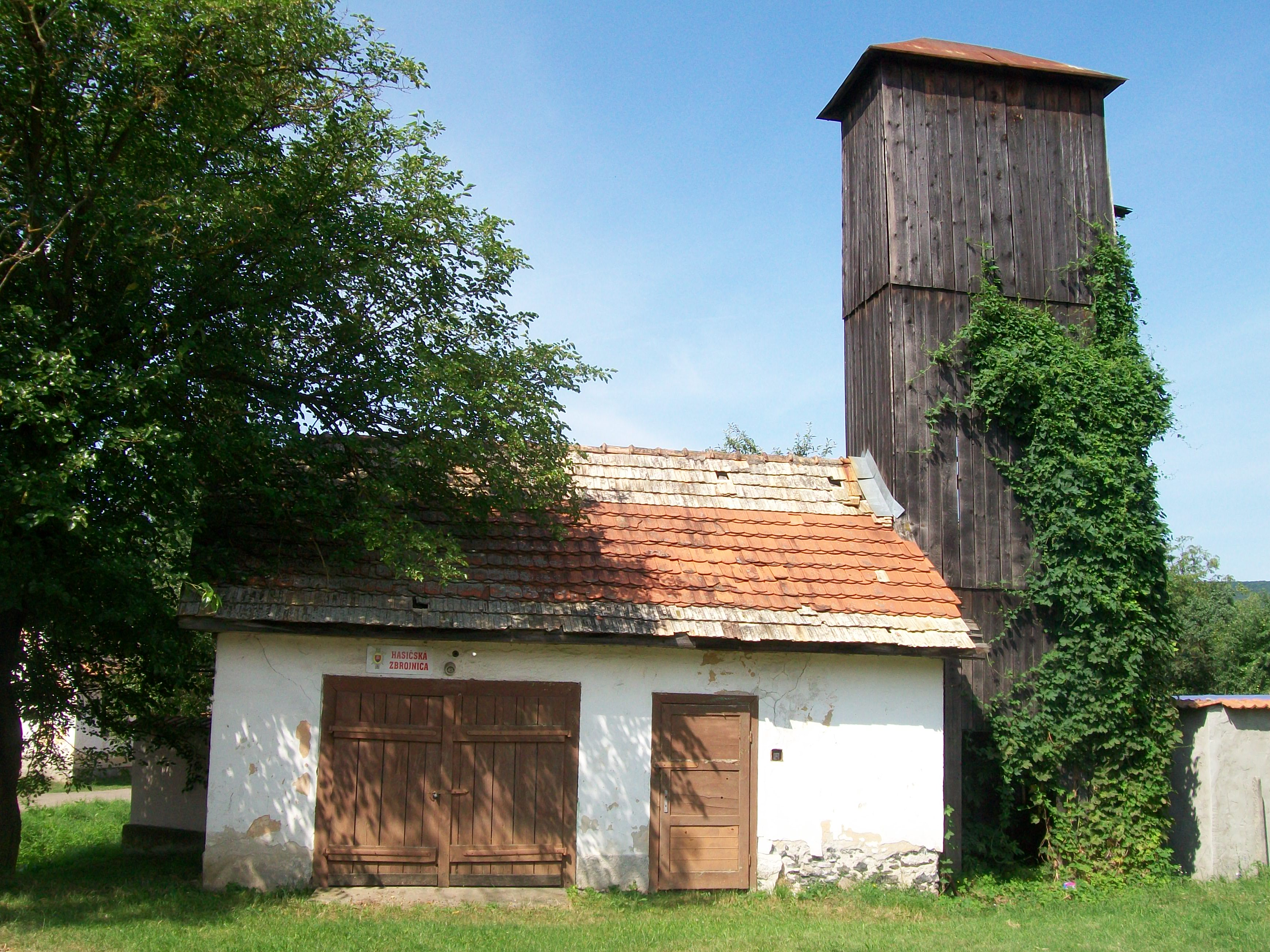
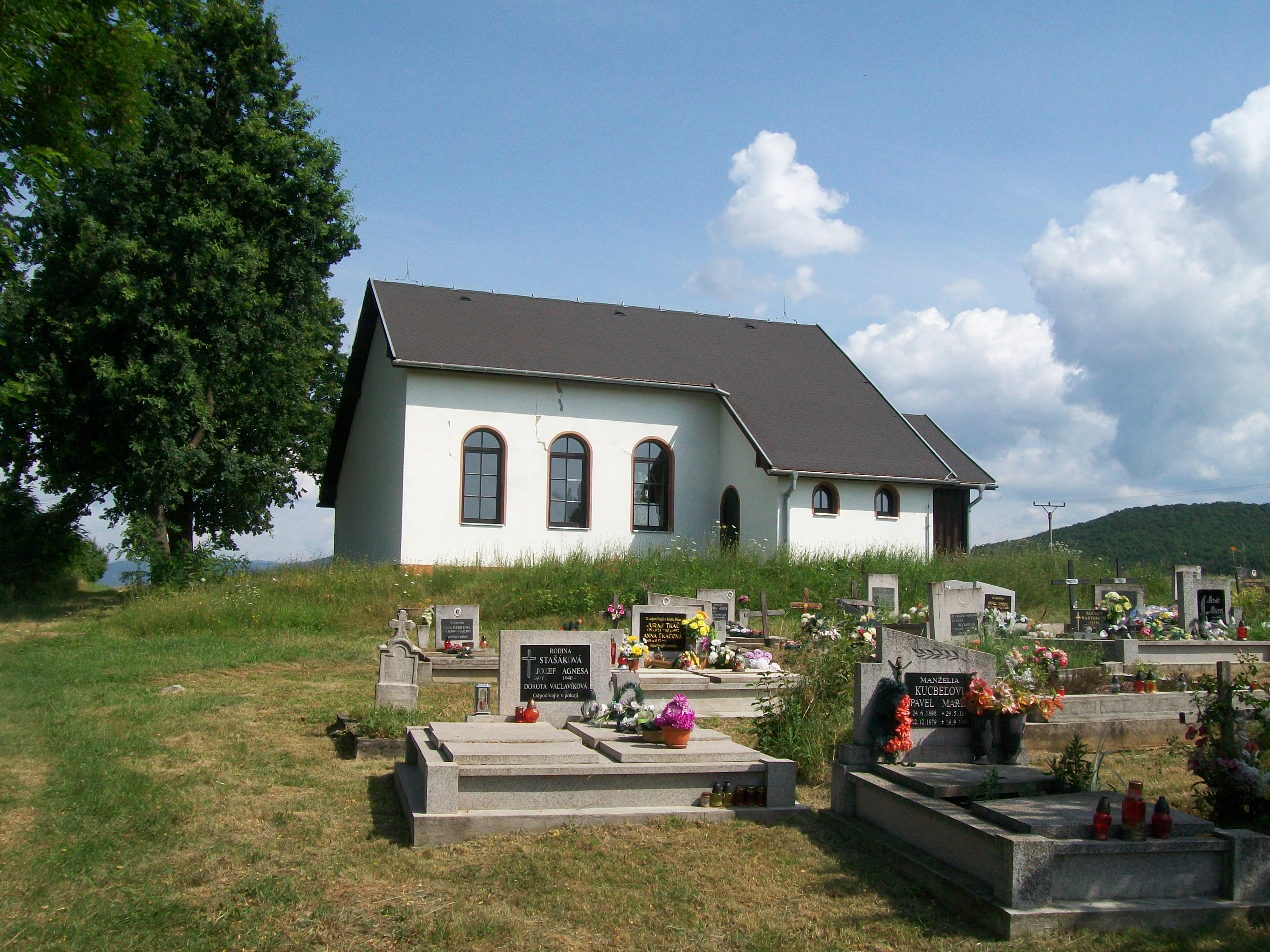

- A faluban reneszánsz alapokon nyugvó Balassa-kastély áll. Egykor hatalmas négyszögletű tornya volt, mely később elpusztult.
- A falu feletti dombon az 1893-ban épített Forgách-Kuhinka-kastély látható.
- A Szentháromság tiszteletére szentelt, római katolikus temploma a 18. században épült barokk stílusban.
- Evangélikus temploma helyén egykor kápolna volt, melyet 1836-ban bővítettek, de 1862-ben lebontották. A mai templom 1863 és 1866 között épült fel.

## Külső hivatkozások
- Hivatalos oldal
- Községinfó
- Patakalja Szlovákia térképén
- A község a nógrádi régió honlapján
- E-obce.sk Archiválva 2008. január 14-i dátummal a Wayback Machine-ben